# Neoleptastacus gussoae
Neoleptastacus gussoae is een eenoogkreeftjessoort uit de familie van de Arenopontiidae. De wetenschappelijke naam van de soort is voor het eerst geldig gepubliceerd in 1973 door Cottarelli.